# Samochód pancerny wz. 28
La Samochód pancerny wz. 28 (in polacco: autoblindo modello 1928) era un'autoblindo semicingolata polacca entrata in servizio tra le due guerre mondiali.

## Storia
A metà degli anni venti l'esercito polacco era ancora equipaggiato con obsolete autoblindo risalenti alla prima guerra mondiale, la maggior parte in pessime condizioni. Solo 43 mezzi erano ancora operativi, di diversi modelli e marche, come le Garford-Putilov e le Austin-Putilov ottenute come bottino di guerra, le Ford FT-B di produzione nazionale e le poche Peugeot Mle 1914 fornite dalla Francia.
In questa situazione, la sensazionale novità costituita dalle automobili semicingolate francesi spinsero il comitato tecnico a decidere l'acquisto in Francia, nel 1924, di oltre 135 telai semicingolati Citroën-Kégresse P4T(B2) 10CV. Alcuni vennero allestiti come autocarri, mentre 90 telai vennero destinati alla conversione in autoblindo. 

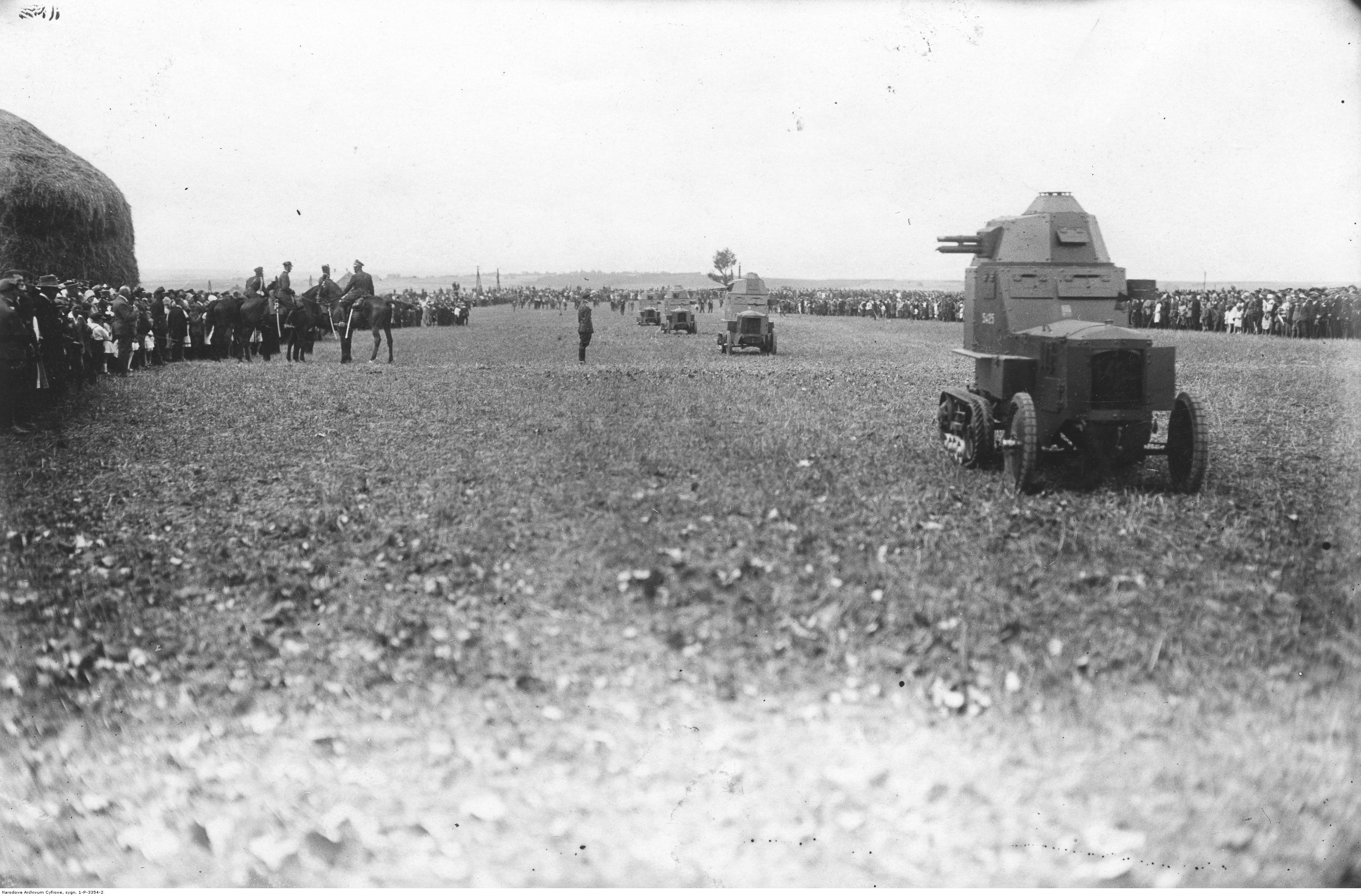
Miechów, 1927

Lo scafo blindato montato sui telai francesi venne sviluppato in Polonia dall'ingegnere R. Gabaud, dell'Ufficio militare di ricerca e progettazione, e dall'ingegnere J. Chaciński, della Centralne Warsztaty Samochodowe (CWS). La forma era simile a quella dei contemporanei progetti francesi per autoblindo semicingolate, costruite in piccole serie. Le autoblindo venivano assemblate presso la CWS di Varsavia, mentre le piastre corazzate erano prodotte a Katovice dalla Huta Baildon. I primi due prototipi vennero realizzati nel 1925, mentre i primi esemplari di serie furono consegnati all'esercito polacco nel 1927 ed immessi in servizio l'anno successivo con la designazione samochód pancerny wzór 28. Entro il 1930 furono consegnati tutte le autoblindo ordinate.
Vennero realizzate due varianti successive, che differivano per alcuni particolari produttivi, principalmente per lo scafo corazzato. Inoltre i mezzi vennero prodotti con due armamenti diversi: circa un terzo delle autoblindo era equipaggiato con un cannone da 37 mm Puteaux SA 18, mentre le restanti erano armate con una mitragliatrice Ckm wz. 25 Hotchkiss in calibro 7,92 × 57 mm Mauser.

## Impiego operativo
Le nuove autoblindo vennero immediatamente distribuite agli squadroni indipendenti assegnati alle divisioni di cavalleria. Inizialmente vennero accolte con favore dai militari, ma presto iniziarono ad emergere le carenze del progetto. Il telaio semicingolato non soddisfaceva le aspettative: esso richiedeva una complessa manutenzione, i cingoli in gomma erano soggetti a rapida usura, la velocità massima era bassa e le prestazioni fuoristrada non entusiasmanti.
Per queste ragioni, già nel 1933 si decise di ricostruire le wz. 28 in autoblindo completamente ruotato, convertendo i cingoli posteriori in un asse con ruote gemellate. Il mezzo risultato di questa conversione, denominato Samochód pancerny wz. 34, costituì l'autoblindo standard dell'esercito polacco durante la campagna di Polonia.
Probabilmente la conversione interessò 87 autoblindo. Le poche lasciate nella originale configurazione semicingolata vennero destinate ad impieghi addestrativi, ma all'inizio della campagna di settembre 1939 vennero inviate in combattimento in un improvvisato plotone al comando del luogotenente Felix Uścińskiego.